# Emin Najafli
Emin Najafli (1977, Azerbajdzsán) – a Kazah Köztársaság tiszteletbeli konzulja Harkovban, ukrán politikus.

## Létfontosságú
Najafli Emin Musa fia 1977. május 6-án született.

## Karrier
2016 áprilisától 2020 augusztusáig az Ukrajna és Törökország Nemzetközi Üzleti Szövetsége harkovi képviseletének helyettes vezetőjeként dolgozott. 2016 szeptemberétől 2018 februárjáig az Ukrán-Amerikai Ügyvédi Csoport ügyvezető partnereként dolgozott. 2020 májusától a mai napig – a Repeshko és Társai Ügyvédi Iroda vezető partnere.  2018 júniusától napjainkig - az „Ari International Consulting Company” Korlátolt Felelősségű Társaság alapítója és vezetője. A Harkovi Kereskedelmi és Iparkamara és az Ukrán Kereskedelmi és Iparkamara tagja.  Az Amerikai Ukrán Ügyvédi Kamara társult tagja, a „H-club” közszervezet tagja. 2020. augusztus 22-től - a Kharkov Diplomatic Club elnökévé választották.